# لیما (روستا)
روستای لیما  در شمال ایران می‌باشد که در اشکور، شهرستان رودسر استان گیلان واقع شده است. تلفظ محلی آن لمه (lima) می باشد.

## جمعیت
این روستا در دهستان اشکور سفلی قرار داشته و براساس سرشماری سال ۱۳۸۵جمعیت آن 237نفر (81خانوار) بوده است.

## زبان
مردم این روستا به زبان گالشی (گویش کوهستانی شرق گیلان) صحبت می‌کنند.

## موقعیت
در ارتفاع تقریبی 1500 متر از سطح دریا واقع شده است. دارای تاریخ و تمدن دیرینه می باشد بطوریکه قلعه لیما  بازمانده دوران اولیه اسلامی است.  روستا از اطراف به لیما چال، لیماگوابر، کاسکوه، سرخه تله و تکلش محدود می‌باشد راه ارتباطی لیما جاده آسفالته می‌باشد که در فاصله تقریبی 30 کیلومتری  شهر رحیم آباد واقع شده است.

## محصولات
درامد مردم لیما از راه فروش محصولات کشاورزی و دامداری است. در گذشته محص.لات عمده کشاورزی گندم و جو بود ولی با  در سالهای اخیر عمده محصولات کشاورزی شامل فندق، گل گاو زبان می‌باشد.دیگر محصولات کشاورزی ومیوه‌های لیما شامل گردو، سیب زمینی، لوبیا، سیب، به و انواع ترشیجات محلی به نام های آویش چالو یا میرزا بادمجان می‌باشد.